# Pelturagonia nigrilabris
Pelturagonia nigrilabris — вид ігуаноподібних ящірок родини агамових (Agamidae). Мешкає в Індонезії і Малайзії.

## Поширення і екологія
Pelturagonia nigrilabris поширені на півдні і заході острова Калімантан, в Індонезії та в малазійському штаті Саравак, а також на островах Натуна. ВІони живуть у вологих рівнинних тропічних лісах, в діптерокарпових лісах та на болотах, на висоті від 65 до 914 м над рівнем моря. Зустрічаються в нижньому ярусі лісу, на стовбурах дерев та в чагарниках. Живляться комахами та іншими безхребетними. Відкладають яйця.